# سيمون ويلكوكس
سيمون ويلكوكس هي مغنية وكاتبة غنائية كندية، ولدت في 1976 في هاميلتون في كندا.

## وصلات خارجية
- الموقع الرسمي
- سيمون ويلكوكس على موقع IMDb (الإنجليزية)
- سيمون ويلكوكس على موقع ميوزك برينز (الإنجليزية)
- سيمون ويلكوكس على موقع ديسكوغز (الإنجليزية)